# L'Observateur du Douaisis
L’Observateur du Douaisis est un hebdomadaire du Douaisis d'information générale.
L’Observateur du Douaisis est édité par la société L’Observateur SAS, filiale du groupe de presse Sogemedia.

## Historique
L'Observateur du Douaisis est créé en 2003, avec une publication le jeudi.
Le siège social est situé 1, rue Robert-Bichet à Avesnelles.

## Rédaction
La rédaction du journal est située au 102, rue des Ferronniers à Douai.
Chef d'agence : Paul Sion
Journalistes : Antoine Pisano, Issa Khreichi

## Diffusion
Le journal écoule 4 178 exemplaires par mois en moyenne (chiffres de l'année 2012) selon l'OJD.